# Iron County, Missouri
Iron County är ett administrativt område i delstaten Missouri, USA, med 10 630 invånare. Den administrativa huvudorten (county seat) är Ironton.

## Geografi
Enligt United States Census Bureau har countyt en total area på 1 430 km². 1 428 km² av den arean är land och 2 km² är vatten.

### Angränsande countyn
- Washington County - nord
- Saint Francois County - nordost
- Madison County - öst
- Wayne County - sydost
- Reynolds County - sydväst
- Dent County - väst
- Crawford County - nordväst

### Orter
- Annapolis
- Ironton (huvudort)
- Viburnum